# Миценаструм
Мицена́струм, или мицена́стр, или кожа́н (лат. Mycenastrum) — род грибов, входящий в семейство Шампиньоновые (Agaricaceae). Монотипный род, включает вид миценаструм толстоко́жий, или ко́жистый (Mycenastrum corium).
Миценаструм толстокожий — широко распространённый гриб, произрастающий на почве на открытых местах и в светлых лесах.

## Название
Научное название рода Mycenastrum образовано от др.-греч. μύκης — «гриб» и ἀστήρ — «звезда». Видовой эпитет лат. corium — «кожа».

## Описание
Плодовое тело шаровидной формы или неправильное, 4—20 см в диаметре, с морщинистым основанием. Экзоперидий мясистый, затем бумаговидный, белого цвета, с возрастом разрушается, оставаясь на поверхности в виде отдельных чешуйчатых кусочков.  Эндоперидий около 2 мм толщиной, твёрдый, более тёмный, растрескивающийся на неправильные куски или лопасти в виде звезды.
Глеба беловатая, с приятным запахом, довольно рано становится зеленовато-жёлтой, у зрелых грибов оливково-зелёная и оливково-бурая или тёмно-бурая. Капиллиций с шиповидными выступами, до 12 мкм толщиной, гиалиновый, с амилоидной внутренней стенкой.
Споры 8,5—12 мкм в диаметре, шаровидные, покрытые бородавками и сеточкой, желтовато-коричневые, амилоидные или декстриноидные.
Съедобен в молодом возрасте, не требует предварительного отваривания, используется в жареном виде.

## Экология и ареал
Миценаструм — сапротроф, произрастает на почве, на гниющем навозе, среди песка, среди хвойного опада в сосновых лесах, в степях.
Космополит с очень широким ареалом.

## Таксономия
Синонимы рода:
- Endonevrum Czern., 1845
- Pachyderma Schulzer, 1876, nom. illeg.

Синонимы Mycenastrum corium (Guers.) Desv., 1842:
- ≡ Lycoperdon corium Guers., 1815basionym
- ≡ Scleroderma corium (Guers.) L.Graves, 1830
- ≡ Sterrebekia corium (Guers.) Fr., 1849
- = Bovista spinulosa Peck, 1879
  - ≡ Mycenastrum spinulosum (Peck) Peck, 1881
  - ≡ Scleroderma spinulosum (Peck) De Toni, 1888
- = Bovista suberosa Fr., 1829
  - ≡ Endonevrum suberosum (Fr.) Czern., 1845
  - ≡ Lycoperdon suberosum (Fr.) Bonord., 1857
- = Mycenastrum beccarii Pass., 1875
  - ≡ Scleroderma beccarii (Pass.) De Toni, 1888
- = Mycenastrum chilense Mont., 1843
  - ≡ Scleroderma chilense (Mont.) De Toni, 1888
  - ≡ Sterrebekia chilensis (Mont.) Fr., 1849
- = Mycenastrum clausum Schulzer, 1877
- = Mycenastrum corium f. sterlingii Lloyd, 1902
- = Mycenastrum corium var. kara-kumianum Sorokin, 1884
  - ≡ Scleroderma corium var. kara-kumianum (Sorokin) De Toni, 1888
- = Mycenastrum leptodermeum Durieu, 1848
  - ≡ Scleroderma leptodermeum (Durieu) De Toni, 1888
- = Mycenastrum olivaceum Cooke & Massee, 1887
  - ≡ Scleroderma olivaceum (Cooke & Massee) De Toni, 1888
- = Mycenastrum phaeotrichum Berk., 1843
  - ≡ Scleroderma phaeotrichum (Berk.) De Toni, 1888
- = Mycenastrum radicatum Durieu, 1849
  - ≡ Scleroderma radicatum (Durieu) De Toni, 1888
- = Pachyderma strossmayeri Schulzer, 1876
- = Scleroderma geaster var. socotranum Henn., 1897